# Peggy Holmes
Peggy Holmes, född 1963, är en amerikansk koreograf, dansare, manusförfattare och filmregissör. Hennes regidebut var Den lilla sjöjungfrun – Sagan om Ariel 2008.

## Filmografi (i urval)

### Filmer
- 2008 – Den lilla sjöjungfrun – Sagan om Ariel
- 2012 – Tingeling - Vingarnas hemlighet
- 2014 – Tingeling och piratfen
- 2022 – Tur (film)